# تسورباو
تسورباو (به آلمانی: Zorbau) یک منطقهٔ مسکونی در آلمان است که در لوتسن واقع شده‌است. تسورباو ۸۱۰ نفر جمعیت دارد.